# Violetta – Live in Concert
Violetta – Live in Concert ist ein Dokumentarfilm eines Konzerts der Darsteller der argentinischen Fernsehserie Violetta in Mailand im Rahmen der Konzerttour Violetta en vivo; gezeigt werden auch Backstage-Eindrücke.
Im deutschsprachigen Raum wurde der Konzertfilm am 16. Oktober 2014 auf DVD veröffentlicht (ursprünglich war die DVD-Box für den 30. Oktober 2014 angekündigt). Eine Ausstrahlung im Kino erfolgte im deutschsprachigen Sprachraum nicht; nur der Disney Channel zeigte am 5. Oktober 2014 eine deutsch synchronisierte Fassung. Die DVD enthält deutsche Untertitel.

## Lieder
- Hoy Somos Más (Cast)
- Tienes el talento (Cast)
- Euforia (Cast)
- Habla Si puedes (Martina Stoessel)
- Podemos (Martina Stoessel und Jorge Blanco)
- Ahí estaré (Mercedes Lambre und Facundo Gambandé)
- Are You Ready For The Ride? (Facundo Gambandé, Jorge Blanco, Nicolás Garnier, Samuel Nascimento, Diego Domínguez und Xabiani Ponce De León)
- Alcancemos Las Estrellas (Martina Stoessel, Lodovica Comello, Candelaria Molfese, Mercedes Lambre und Alba Rico)
- Voy Por Ti – Acapella (Diego Domínguez)
- Voy Por Ti (Jorge Blanco)
- Nuestro Camino (Martina Stoessel und Jorge Blanco)
- Veo Veo (Martina Stoessel, Lodovica Comello y Candelaria Molfese)
- Luz, Camara y Acción (Ruggero Pasquarelli)
- Entre dos Mundos (Jorge Blanco)
- Peligrosamente Bellas (Mercedes Lambre und Alba Rico)
- Yo Soy Así (Diego Domínguez)
- Como Quieres (Martina Stoessel)
- Vieni e canta (Ruggero Pasquarelli und Lodovica Comello)
- Junto A Ti (Martina Stoessel, Lodovica Comello und Candelaria Molfese)
- Tu foto de Verano (Facundo Gambandé, Jorge Blanco, Nicolás Garnier, Samuel Nascimento, Diego Domínguez und Xabiani Ponce De León)
- Te esperaré (Jorge Blanco)
- On Beat (Cast)
- Juntos Somos Más (Cast)
- Nel mio mondo – Acapella (Martina Stoessel)
- Ser Mejor (Cast)
- Te Creo (Martina Stoessel)
- Nel mio mondo (Cast)
- Crecimos juntos (Cast)
- En gira (Cast)
- Amor en el Aire (Jorge Blanco, Samuel Nascimento, Facundo Gambande, Nicolas Garnier)

## Weitere Versionen
Nach zehn Konzerten im Luna Park in Buenos Aires wurde bekannt, dass es einen Konzertfilm geben würde; es existieren zwei Versionen:
- Version 1 zeigt die Show in Mailand und Backstage-Aufnahmen von eben jenem Konzert. Als Violetta: Le Concert kam der Film am 10. Mai 2014 in Frankreich in die Kinos, als Violetta: Backstage Pass am 30. April in Italien. In den spanischen Kinos erfolgten Vorführungen vom 9. bis zum 11. sowie vom 16. bis zum 18. Mai 2014 unter dem Titel Violetta: La Emoción del Concierto.

- Version 2 zeigt die Show in Mailand und in Buenos Aires sowie Backstage-Aufnahmen der Konzerte in Buenos Aires. Der Film kam als Violetta: En Concierto in die lateinamerikanischen Kinos. Filmstart in Argentinien war am 2. April 2014 als Vorausstrahlung, die regulären Vorführungen folgten ab dem 3. April 2014, dann auch in Uruguay. Ab dem 16. April war der Film in Paraguay, ab dem 17. April 2014 in Chile, ab dem 25. April 2014 in Kolumbien, ab dem 1. Mai 2014 in Peru, ab dem 2. Mai 2014 in Zentralamerika, ab dem 8. Mai 2014 in Bolivien, ab dem 9. Mai in Ecuador und Mexiko und ab dem 23. Mai 2014 in Venezuela zu sehen. Am 22. Juni 2014 fand die Erstausstrahlung des Films im lateinamerikanischen Disney Channel statt.[2]